# Younan Xia

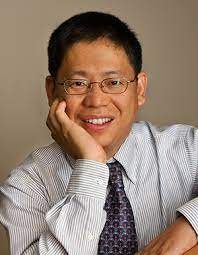
Younan Xia, 2022

Younan Xia (* 16. Oktober 1965 in Jingjiang, China) ist ein chinesisch-US-amerikanischer Chemiker, der sich mit Nanotechnologie befasst.
Xia erhielt 1987 seinen Bachelor-Abschluss an der University of Science and Technology of China (USTC) und ging 1991 in die USA. 1993 erhielt er seinen Master-Abschluss in Anorganischer Chemie an der University of Pennsylvania bei Alan G. MacDiarmid und 1996 wurde er an der Harvard University in Physikalischer Chemie promoviert bei George M. Whitesides. Er war ab 2007 Professor an der University of Washington (ab 2008 McKelvey Professor) und ist Professor am Georgia Institute of Technology. Er ist dort seit 2012 Brock Family Chair and GRA Eminent Scholar in Nanomedicine im Wallace H. Coulter Department of Biomedical Engineering.
Er forschte über kontrolliertes Wachstum von Nanokristallen und entwickelte Nanotechnologien basierend auf kleinen Goldkäfigen, mit denen zum Beispiel Medikamente gezielt im Körper zur Wirkung gebracht werden oder die Kontrastmittel tragen. Seine Gruppe entwickelte neuartige Kolloid-Teilchen mit besonderen magnetischen Eigenschaften ebenfalls mit medizinischen Anwendungen und Nanofasern für die Medizin (zum Beispiel für Reparatur von Gewebe und Nervenfasern). Seine Gruppe verfolgt auch Anwendungen von Nanokristallen in der Umwelttechnik (Brennstoffzellen, Solarzellen, Wasser-Spaltung, katalytische Konversion).
2012 veröffentlichte er über 500 Arbeiten und gehört in den 2000er Jahren zu den meistzitierten Chemikern (Nr. 5 in der Rangliste der Times Higher Education für 1999 bis 2009). Sein h-Index beträgt laut Google Scholar 249, laut Datenbank Scopus 224 (jeweils Stand August 2024).
Seit 2002 ist er Associate Editor von Nano Letters.

## Ehrungen
- 1999 Victor K. LaMer Award der American Chemical Society (ACS)
- 2000 Packard Fellow und Sloan Fellow
- 2000 NSF Early Career Development Award
- 2005 Leo Hendrik Baekeland Award
- 2006 National Institutes of Health Director´s Pioneer Award
- 2013 ACS Award in Chemistry of Materials
- 2013 Nano Today Award
- 2013 Kavli Lecture in Nanoscience der Materials Research Society (MRS), deren Fellow er 2009 wurde
- 2023 ACS Award for Creative Invention
- 2024 Linus Pauling Award